# Lipusz
Pour la commune, voir Lipusz (gmina).
 (novembre 2021).
Si vous disposez d'ouvrages ou d'articles de référence ou si vous connaissez des sites web de qualité traitant du thème abordé ici, merci de compléter l'article en donnant les références utiles à sa vérifiabilité et en les liant à la section « Notes et références ».
Lipusz (Lëpùsz en cachoube et auparavant Lippusch en allemand) est un village cachoube localisé en Poméranie orientale, au nord de la Pologne. C'est le chef-lieu de la gmina de Lipusz appartenant au powiat de Koscierzyna. 

## Géographie
Lipusz est traversé par la rivière Wda, laquelle alimentait autrefois l'ancien moulin en bois. 

## Tourisme
Lipusz est un village touristique proposant des activités telles que le kayak, la randonnée en forêt ou la baignade dans les lacs situés dans la région.

## Monuments
Parmi les monuments importants, on retrouve l'ancien moulin du village, l'église catholique romaine de saint Michel l'archange ainsi qu'une ancienne église évangélique, aujourd'hui musée de l'agriculture.